# 殷维臣

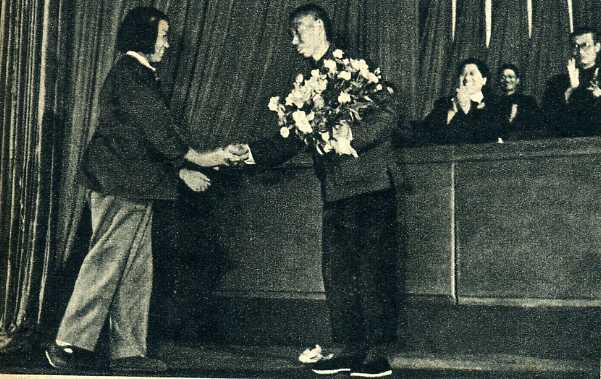
农业劳动模范殷维臣在中国工会第七次全国代表大会上发言

殷维臣，北京丰台人，中华人民共和国政治人物、劳动模范。
早年在黄土岗村互助组试办农业社。1952年，办成土地不分红的高级农业社，取得成功，随后被选为全国农业劳动模范，当选第一届全国人民代表大会代表。